# Beaufort Burdekin
Beaufort Burdekin (27. december 1891 - 15. maj 1963) var en britisk roer.
Burdekin var med ved OL 1912 i Stockholm, hvor han sammen med William Fison, Thomas Gillespie, William Parker, Frederick Pitman, Arthur Wiggins, Charles Littlejohn, Robert Bourne og styrmand John Walker udgjorde den ene af to britiske ottere. I finalen blev båden kun besejret af den anden britiske båd, mens en båd fra Tyskland vandt bronze.

## OL-medaljer
- 1912:  Sølv i otter